# Tukotuko negroski
Tukotuko negroski (Ctenomys rionegrensis) – gatunek gryzonia z rodziny tukotukowatych (Ctenomyidae). Występuje w Argentynie, oraz w Urugwaju w departamencie Río Negro w okolicy miasta Las Cañas; leżącego koło Fray Bentos.
Należy do gatunków zagrożonych wyginięciem, ponieważ występuje na obszarze mniejszym niż 5.000 km², a rejon zamieszania jest mniejszy niż 500 km². Liczebność bywa mniejsza niż 30-80 osobników na hektar. Występuje w kilku skupiskach, w Argentynie oraz na małych obszarach rzędu 50*60 km w departamencie Río Negro.
Tukotuko negroski podobnie jak pozostałe gatunki z rodzaju tukotuko są roślinożercami. Zamieszkują piaszczyste wydmy.